# Kazalište u 1987.
◄◄ | ◄ | 1984. | 1985. | 1986. | 1987.  | 1988. | 1989. | 1990. | ► | ►►
Arhitektura • Astronautika • Astronomija • Biologija • Film • Fotografija • Glazba • Kazalište • Kemija • Kiparstvo • Knjige • Književnost • Kršćanstvo • Meteorologija • Medicina • Planinarstvo • Politika • Pravo • Promet • Slikarstvo • Strip • Šport • Televizija • Znanost • Zrakoplovstvo • Željeznički promet
Kazalište u 1987.

## Hrvatska i u Hrvata

### Rođenja
- 20. veljače – Franka Klarić, hrvatska kazališna, televizijska i filmska glumica
- 15. kolovoza – Marko Petrić, hrvatski kazališni i filmski glumac
- 14. prosinca – Dado Ćosić, bosanskohercegovački i hrvatski televizijski, filmski i kazališni glumac

### Smrti
- 16. svibnja – Jagoda Antunac, hrvatska kazališna, televizijska i filmska glumica (* 1938.)

## Vanjske poveznice
|  | Zajednički poslužitelj ima još gradiva o temi Kazalište u 1987. |